# Хокейні ігри LG 2007
Хокейні ігри LG 2007 — міжнародний хокейний турнір у Швеції в рамках Єврохокейтуру, проходив 8—11 лютого 2007 року у Стокгольмі. Матч Росія — Фінляндія відбувся у місті Митищі.

## Результати та таблиця
| 1. | Швеція    | *** | 6:2      | 6:1      | 1:0    | 3 | 3 | 0 | 0 | 0 | 13:3 | 9 |
| 2. | Росія     | 2:6 | ***      | 3:2 бул. | 4:3 ОТ | 3 | 0 | 2 | 0 | 1 | 9:11 | 4 |
| 3. | Чехія     | 1:6 | 2:3 бул. | ***      | 5:0    | 3 | 1 | 0 | 1 | 1 | 8:9  | 4 |
| 4. | Фінляндія | 0:1 | 3:4 ОТ   | 0:5      | ***    | 3 | 0 | 0 | 1 | 2 | 3:10 | 1 |

М — підсумкове місце, І - матчі, В — перемоги, ВО — перемога по булітах або у овертаймі, ПО — поразка по булітах або у овертаймі, П — поразки, Ш — закинуті та пропущені шайби, О — очки

## Команда усіх зірок
| Воротар  | Марек Пінк       |
| Захисник | Магнус Юганссон  |
| Захисник | Кенні Єнссон     |
| Нападник | Микола Кульомін  |
| Нападник | Фредрік Бремберг |
| Нападник | Йоган Давідссон  |

## Найкращі гравці турніру
| Воротар  | Марек Пінк       |
| Захисник | Кенні Єнссон     |
| Нападник | Фредрік Бремберг |